# Фернандес, Хосе (бейсболист)
Хосе́ Делфи́н Ферна́ндес Го́мес (исп. José Delfín Fernández Gómez, 31 июля 1992 — 25 сентября 2016) — американский профессиональный бейсбольный питчер кубинского происхождения, проведший четыре сезона в Главной лиге бейсбола. В Главной лиге бейсбола выступал за «Майами Марлинс» с 2013 года до своей смерти в 2016 году.
Фернандес родился в Санта-Кларе на Кубе. В 2007 году бежал с Кубы в Мексику, откуда перебрался в США, где поступил в среднюю школу Браулио Алонсо в Тампе (Флорида) и выбран «Марлинс» в первом раунде драфта МЛБ 2011 года. 7 апреля 2013 года Хосе Фернандес дебютировал в Главной лиге бейсбола за «Марлинс». Фернандес был приглашён на матч всех звёзд МЛБ 2013 года и в июле и августе сезона 2013 выиграл награду «Новичок месяца» Национальной лиги. По итогам сезона он выиграл награду «Новичок года» в Национальной лиге и занял третье место в голосовании на приз Сая Янга. В сезоне 2014 перенёс операцию Томми Джона и в 2016 году Хосе был приглашён на свой второй матч всех звёзд. 24 апреля 2015 года Фернандес стал гражданином США. 25 сентября 2016 года Фернандес и двое его спутников погибли в результате крушения лодки на причале у побережья Майами-Бич во Флориде. По состоянию на 2024 год Хосе Фернандес является третьим бейсболистом (и единственным питчером) кубинского происхождения, получившим награду «Новичок года» в МЛБ, наряду с Тони Оливой (1964) и Хосе Кансеко (1986).

## Биография

### Ранние годы
Хосе Фернандес родился 31 июля 1992 года в Санта-Кларе и рос на одной улице с будущим игроком МЛБ Аледмисом Диасом, дядя которого сыграл важную роль в начале бейсбольной карьеры Фернандеса. Выступал в составе молодёжной сборной Кубы. Фернандес трижды неудачно пытался бежать с Кубы. В 2007 году ему вместе с матерью и сестрой на лодке удалось бежать в Мексику, откуда в 2008 году они переехали в Тампу во Флориде. В Тампе Фернандес поступил в среднюю школу Браулио Алонсо, где играл в бейсбольной команде, показывая хорошие результаты. В 2011 году Хосе одержал 13 побед при одном поражении, при показателе ERA 2,35, записав при этом на свой счёт два ноу-хиттера.

### Профессиональная карьера
Хосе Фернандес был выбран командой Главной лиги бейсбола «Флорида Марлинс» в первом раунде драфта МЛБ 2011 года под общим 14-м номером. После подписания профессионального контракта с «Марлинс», Фернандес начал играть в фарм-клубах майнор-лиги. Выступая за «Гринсборо Грассхопперс» в начале сезона 2012 года, Фернандеса дважды признали питчером недели Южной Атлантической лиги. Фернандес был выбран для участия в Матче всех звёзд будущего 2012 года. После результата побед-поражений 7–0 и 1,59 ERA в 14 играх за Гринсборо, «Марлинс» перевели Фернандеса в «Юпитер Хаммерхедс» в Продвинутой лиге штата Флорида. Он закончил сезон 2012 года с рекордом побед-поражений 14–1, 1,75 ERA и 158 аутами при 134 подачах. По итогам сезона 2012 Фернандес был назван лучшим питчером фарма «Марлинс».
7 апреля 2013 года Фернандес дебютировал за «Марлинс» в Главной лиге бейсбола в матче против «Нью-Йорк Метс», пропустив один ран, три хита и сделав восемь страйкаутов. В своём дебютном сезоне принял участие в матче всех звёзд МЛБ. В июле и августе сезона 2013 Хосе выиграл награду «Новичок месяца» Национальной лиги. По итогам сезона Фернандес был признан «новичком года» в Национальной лиге и занял третье место в голосовании на приз Сая Янга, уступив Адаму Уайнрайту и Клейтону Кершоу.
В сезоне 2014 года Фернандес провёл всего 8 игр и получил травму правого локтя. 16 мая 2014 года ему сделали операцию Томми Джона. Восстановление после травмы заняло больше года и Фернандес вернулся к игре 2 июля 2015 года, сыграв в том сезоне 11 игр. В сезоне 2016 года Хосе вновь принял участие в матче всех звёзд. Свою последнюю игру Хосе Фернандес провёл 20 сентября 2016 года, отыграв восемь «сухих» иннингов, обеспечив своей команде победу со счётом 1:0 над лидером дивизиона «Вашингтон Нэшионалс». Позднее игрок «Марлинс» Мартин Прадо вспоминал, что Фернандес сказал ему, что это была «лучшая игра, которую он когда-либо проводил».

### Смерть
25 сентября 2016 года Хосе Фернандес погиб в результате крушения моторной лодки (длиной 9,8 метров), которой он управлял, двигаясь со скоростью 56,48 узлов (105 км/ч). Лодка врезалась в пирс у берегов Майами-Бич во Флориде, вместе с Фернандесом погибли ещё двое мужчин. 28 октября 2016 года ESPN получила отчёты о вскрытии и токсикологическом исследовании, которые установили, что у Фернандеса в организме был обнаружен кокаин, а также было установлено, что он находился в состоянии алкогольного опьянения при управлении лодкой.
Фернандес был кремирован, а его прах развеян над океаном. На домашней арене «Майами Марлинс» установлена мемориальная доска с его номером 16, годами жизни и чёрной лентой.

## Личная жизнь
В 2012 году Фернадес женился на школьной подруге Алехандро Балеато Маричаль, в 2014 году пара развелась. 20 сентября 2016 года, за пять дней до своей гибели в результате крушения лодки, Фернандес объявил, что его девушка Мария Ариас беременна от него. Дочь Фернандеса родилась в феврале 2017 года.

## Стиль игры
В арсенале Фернандеса было четыре подачи: фастбол со средней скоростью 94–97 миль в час (151–156 км/ч) и максимальной скоростью 100,2 мили в час (161,3 км/ч), слёрв со скоростью 80–86 миль в час (129–138 км/ч), ченджап со скоростью 87–88 миль в час (140–142 км/ч) и синкер со скоростью 93–94 миль в час (150–151 км/ч).